# 메르제부르크

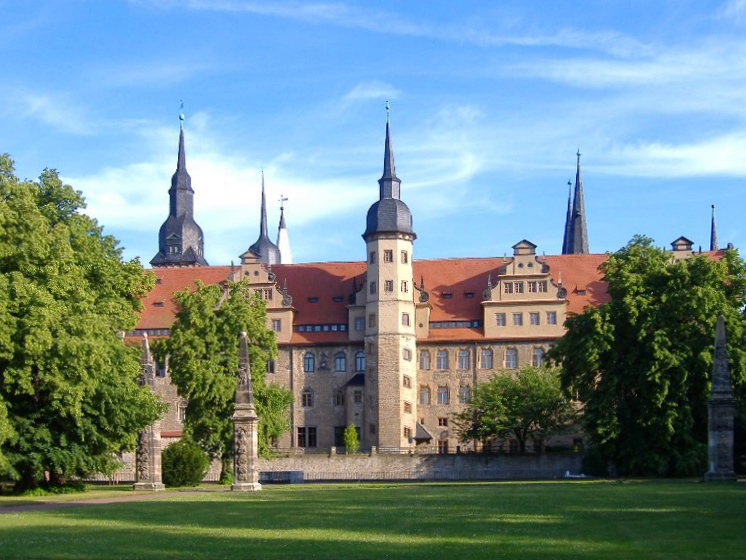
메르제부르크 성

메르제부르크(독일어: Merseburg)는 독일 작센안할트주에 위치한 도시로 면적은 54.73km2, 인구는 34,052명(2015년 12월 31일 기준), 인구 밀도는 620명/km2이다. 잘레강과 접하며 할레(할레안데어잘레)에서 남쪽으로 약 14km 정도 떨어진 곳에 위치한다.